# Myst III: Exile
Myst III: Exile är ett äventyrsspel från 2001 producerat av Presto Studios och publicerat av Ubisoft. Spelet är det tredje i Myst-serien.

## Handling
Atrus och Catherine har, för de överlevande från D'ni, skapat en ny era: "Releeshahn". Och du, som i spelet antar rollen som Främlingen, har kommit för att också resa dit. Men strax efter att du har träffat Atrus dyker Saavedro (spelad av Brad Dourif), en lärare som hade till uppgift att lära Sirrus och Achenar the Art of Writing. Bröderna förstörde Saavedros hemeror Narayan och lämnade honom i J'nanin, utan länkbok därifrån. För att hämnas stjäl Saavedro Atrus länkbok till Releeshahn och flyr till J'nanin. Det är nu upp till dig att hämta tillbaka boken, och på det sättet rädda Releeshahn.

## Grafik
Till skillnad från de tidigare spelen i Myst-serien, där stillbilder används, så kan man i Myst III: Exile se sig omkring i 360 grader från varje utsiktspunkt. Grafiken är mer detaljerad än i de tidigare spelen, och animeringarna är fler.